# Đảng Xã hội chủ nghĩa Latvia
Đảng Xã hội chủ nghĩa Latvia (tiếng Latvia: Latvijas Sociālistiskā partija, LSP, tiếng Nga: Социалистическая партия Латвии) là một đảng chính trị được thành lập vào năm 1994 nhằm thay thế cho vai trò của Đảng Cộng sản Latvia bị chính quyền Latvia cấm vào năm 1991. Mặc dù mang tên là Đảng Xã hội chủ nghĩa, đảng này về bản chất là một Đảng Cộng sản. Theo cương lĩnh hành động của Đảng, Đảng Xã hội chủ nghĩa Latvia có nhiệm vụ duy trì và phát triển lý tưởng xã hội chủ nghĩa ở Latvia sau "cuộc đảo chính của các phần tử dân tộc tư sản phản cách mạng" diễn ra vào năm 1991.
Chủ tịch của Đảng hiện nay là Alfrēds Rubiks, cựu thị trưởng của Riga thời kỳ Xô Viết và cựu Bí thư thứ nhất của Đảng Cộng sản Latvia. Ông đã bị chính quyền tư sản Latvia bắt giam từ năm 1991 đến 1997 vì tham gia vào một cuộc đảo chính chống chính quyền tư sản Latvia vào năm 1991, và ông bị cấm tham gia tranh cử vào bộ máy chính quyền vì từng là Bí thư thứ nhất của Đảng Cộng sản. Tuy nhiên, con trai của Alfrēds là Artūrs Rubiks đã trúng cử đại biểu của Quốc hội Latvia (Saeima) và đại diện cho Đảng Xã hội chủ nghĩa thay cho cha mình.
Đảng Xã hội chủ nghĩa Latvia giành được nhiều thiện cảm hơn trong cộng đồng cư dân nói tiếng Nga ở Latvia. Đảng chú trọng nhiều vào các vấn đề quyền lợi của cộng đồng người Nga như ngôn ngữ và quốc tịch. Đảng cũng cho rằng quốc tịch Latvia phải được tự động cấp cho tất cả mọi công dân Liên Xô sống ở Latvia vào năm 1990, bất kể thuộc thành phần dân tộc nào; trong khi đó luật hiện hành chỉ cho phép con cháu của những người dân sống ở Litva trước năm 1940 được mặc nhiên nhận quốc tịch Latvia, những người còn lại (đa phần là người Nga) phải trải qua một quá trình nhập tịch.
Từ năm 1998 đến năm 2003, Đảng Xã hội chủ nghĩa Latvia là thành viên của liên minh Vì Nhân quyền ở một Latvia Thống nhất, một liên minh bao gồm chủ yếu là các đảng đại diện cho cộng đồng dân cư nói tiếng Nga. Trong cuộc tổng tuyển cử diễn ra vào ngày 5 tháng 10 năm 2002, liên minh giành được 19% số phiếu bầu và 25 trong tổng số 100 ghế quốc hội - 5 trong số đó là của Đảng Xã hội chủ nghĩa Latvia.
Đến năm 2005, đảng tham gia liên minh "Trung tâm Hài hòa", một liên minh có chủ trương chống tham nhũng và ủng hộ một Latvia có vị thế độc lập đối với sự kiểm soát của Liên minh châu Âu. Hiện nay Đảng Xã hội chủ nghĩa và Đảng Dân chủ Xã hội là hai thành viên nòng cốt của liên minh. Trong cuộc tổng tuyển cử năm 2006, liên minh giành được 17 ghế trong quốc hội, 4 trong số đó là của Đảng Xã hội chủ nghĩa Latvia. Đến năm 2011, liên minh "Hài hòa" giành được 31 ghế và trở thành đảng lớn nhất trong quốc hội.